# Nil Sorský

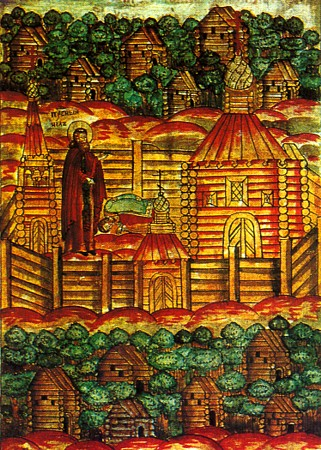
Sv. Nil Sorský v poustevně

Sv. Nil Sorský (rusky Нил Сорский; 1433, Moskva – 7. května 1508) byl ruský mnich, starec a mystik. Spolu s Vassianem Patrikejevem vedl hnutí nestjažatělů.

## Život
Narodil se jako Nikolaj Majkov v bohaté moskevské rodině, vstoupil do Kirillo-bělozerského kláštera, asi 600 km severně od Moskvy. Aby se zdokonalil v mnišském životě, odešel jako poutník na horu Athos, kde se seznámil s mystickým hnutím hésychastů. Po návratu založil blízko kláštera mnišskou osadu (skit), kde pěstoval tzv. Ježíšovu modlitbu – krátký řecký verš, který se neustále opakoval. Založil reformní hnutí „nezištných“ (rusky nestjažatěli), které se snažilo vrátit k tradicím starověkého východního mnišství. Jeho důraz na prostý život v chudobě vedl časem ke konfliktu s „josifljany“, stoupenci Josifa Volockého, kteří naopak zdůrazňovali přísnou disciplínu a hierarchii mezi mnichy. Sněm roku 1508 rozhodl ve prospěch josifljanů, takže hnutí Nila Sorského bylo potlačeno. Nicméně položilo základ, z něhož vzešla obnova ruského pravoslaví v 19. století.